# Ceraturgus mabelae
Ceraturgus mabelae är en tvåvingeart som beskrevs av Clement Samuel Brimley 1924. Ceraturgus mabelae ingår i släktet Ceraturgus och familjen rovflugor.
Artens utbredningsområde är North Carolina. Inga underarter finns listade i Catalogue of Life.